# العلاقات الغابونية الأيرلندية
العلاقات الغابونية الأيرلندية هي العلاقات الثنائية التي تجمع بين الغابون وجمهورية أيرلندا.

## مقارنة بين البلدين
هذه مقارنة عامة ومرجعية للدولتين:
| وجه المقارنة                                              | الغابون                        | جمهورية أيرلندا                                       |
| --------------------------------------------------------- | ------------------------------ | ----------------------------------------------------- |
| المساحة (كم2)                                             | 267.67 ألف                     | 70.27 ألف                                             |
| عدد السكان (نسمة)                                         | 2.03 مليون                     | 4.76 مليون                                            |
| الكثافة السكانية (ن./كم²)                                 | 7.58                           | 67.74                                                 |
| العاصمة                                                   | ليبرفيل                        | دبلن                                                  |
| اللغة الرسمية                                             | لغة فرنسية                     | اللغة الأيرلندية، لغة إنجليزية، الإنجليزية الأيرلندية |
| العملة                                                    | فرنك وسط أفريقي                | جنيه أيرلندي، يورو، عملات اليورو الأيرلندية           |
| الناتج المحلي الإجمالي (بليون دولار)                      | 14.62 مليار                    | 333.73 مليار                                          |
| الناتج المحلي الإجمالي (تعادل القوة الشرائية) بليون دولار | 34.65 مليار                    | 318.16 مليار                                          |
| الناتج المحلي الإجمالي الاسمي للفرد دولار أمريكي          | 8.27 ألف                       | 61.13 ألف                                             |
| الناتج المحلي الإجمالي للفرد دولار أمريكي                 | 19.43 ألف                      |                                                       |
| مؤشر التنمية البشرية                                      | 0.684                          | 0.916                                                 |
| رمز المكالمات الدولي                                      | +241                           | +353                                                  |
| رمز الإنترنت                                              | .ga                            | .ie                                                   |
| المنطقة الزمنية                                           | ت ع م+01:00، توقيت غرب أفريقيا | 00، ت ع م+01:00، أوروبا/دبلن ‏                         |

## منظمات دولية مشتركة
يشترك البلدان في عضوية مجموعة من المنظمات الدولية، منها:
| علم المنظمة | اسم المنظمة                               | تاريخ انضمام الغابون | تاريخ انضمام جمهورية أيرلندا |
| ----------- | ----------------------------------------- | -------------------- | ---------------------------- |
|             | يونسكو                                    | 16 نوفمبر 1960       | 3 أكتوبر 1961                |
|             | الفريق المعني برصد الأرض                  | ?                    | ?                            |
|             | مؤسسة التمويل الدولية                     | 20 أكتوبر 1970       | 11 سبتمبر 1958               |
|             | المركز الدولي لتسوية المنازعات الاستشارية | 14 أكتوبر 1966       | 7 مايو 1981                  |
|             | منظمة حظر الأسلحة الكيميائية              | ?                    | ?                            |
|             | مؤسسة التنمية الدولية                     | 4 نوفمبر 1963        | 22 ديسمبر 1960               |
|             | منظمة التجارة العالمية                    | ?                    | ?                            |
|             | وكالة ضمان الاستثمار متعدد الأطراف        | 26 مارس 2003         | 27 أكتوبر 1989               |
|             | الاتحاد البريدي العالمي                   | ?                    | ?                            |
|             | الاتحاد الدولي للاتصالات                  | 28 ديسمبر 1960       | 8 ديسمبر 1923                |
|             | منظمة الشرطة الجنائية الدولية             | ?                    | ?                            |
|             | الأمم المتحدة                             | 20 سبتمبر 1960       | 14 ديسمبر 1955               |
|             | البنك الدولي للإنشاء والتعمير             | 10 سبتمبر 1963       | 8 أغسطس 1957                 |